# Dasypodia selenophora
Espèce
Dasypodia selenophora est une espèce de lépidoptères (papillons) de la famille des Erebidae.
On la trouve en Australie.